# Ramiro I de Aragão

O regis signum de Ramiro I de Aragão

Cruz usada pelo rei Íñigo Arista de Pamplona, que viria a dar origem ao Selo de Ramiro I.

Ramiro I de Aragão (Aibar, Navarra, 1015 - Batalha de Graus, 8 de Maio de 1063), o primeiro rei de Aragão a partir de 1035 até 1063, foi filho de Sancho Garcês III de Pamplona o Grande, e de uma relação extramatrimonial deste com uma jovem chamada Sancha de Aibar, da nobreza das terras de Aibar. Com a morte do seu irmão Gonzalo Sanches em 1045, acrescentou os territórios de Sobrarbe e Ribagorza, passando assim a intitular-se também rei de Aragão, Sobrarbe e Ribagorza.
Depois da morte de Sancho Garcês III de Pamplona, seu pai, Ramiro herdou o condado de Aragão, que em 1035 fundou um reino independente, sendo que o trono de Navarra ficou com García de Nájera. Em 1043 guerreou contra seu irmão e, mesmo sendo vencido por ele em Tafalla, conseguiu incorporar a seu reino vários castelos: os castelos de Sos , Uncastillo, Luesia e Biel. Com a morte de seu irmão Gonçalo Sanches, assassinado na ponte de Monclús pelo seu próprio vassalo Ramonet da Gasconha, Ramiro incorporou os territórios de Sobrarbe e Ribagorza, que correspodiam ao seu irmão Garcia, ao reino de Aragão.
Conquistou, aliado-se com Arnal Mir de Tost, cavaleiro do Condado de Urgel e senhor de Llordà e visconde de Àger, os territórios do Condado de Urgel a Ermengol III de Urgel, vários castelos, onde se destacam os castelos de Lascuarre, Falces, Viacamp e Benabarre.
Tentou também tomar a poderosa fortaleza de Graus ao rei da Taifa de Saragoça Amade Almoctadir, para o que teve a ajuda da comitiva do ainda infante Sancho II de Leão e Castela, em cujo exército se encontrava o ainda jovem Rodrigo Díaz de Vivar, o famoso O Cid o Campeador, tendo nesta contenda morrido Ramiro I, sendo afirmado que a sua morte ocorreu às mãos de um soldado árabe de Amade Almoctadir chamado Sadaro ou Sadada.
Instituiu o Bispado de Aragão, baseado no Mosteiro San Adrián de Sasabe, na pessoa do seu filho García de Aragão, que foi o primeiro bispo, localidade que se tornaria na cidade de Jaca, sendo que no tempo de Ramiro I era apenas uma aldeia. Esta localidade viria a ser a capital do reino e a sede da Casa episcopal.

## Matrimónio e descendência
Ramiro casou-se por duas vezes, a primeira em 22 de Agosto de 1036 com Gerberga ou Ermesinda de Foix (c1015-1049), filha de Bernardo I Rogério de Foix. Quando casou com o rei, Gisberga mudou seu nome a Ermesinda, o mesmo nome da sua tia Ermesinda de Carcassonne. Foram os pais de:
- Teresa de Aragão (c.1038-1061/1062), casada com Guilherme V da Provença.
- Sancha de Aragão (1040-1097), infanta de Navarra e condessa, casada com Armengol III, conde de Urgel,[7]
- Sancho I de Aragão também chamado de Sancho Ramires, que herdou o trono,
- Garcia Ramires (c1044-1087), que foi bispo de Aragão em Jaca (1076-17 de Julho de 1086) e de Pamplona (1076-1082),[7]

O segundo casamento (1054) foi com Inês de Aquitania (m.a.1061), de quem teve:
- Urraca de Aragão (c.1055-1077/1078) que foi freira no mosteiro de Santa Cruz de la Serós

Fora do casamento teve de uma senhora de nome Amuña:
- Sancho Ramirez (m.d.1105), que foi  senhor de Aibar.